# NGC 6512
NGC 6512 (również PGC 61089) – galaktyka eliptyczna (E-S0), znajdująca się w gwiazdozbiorze Smoka. Odkrył ją Heinrich Louis d’Arrest 27 października 1861 roku.